# Montmain (Seine-Maritime)
Montmain település Franciaországban, Seine-Maritime megyében. Lakosainak száma 1499 fő (2022. január 1.). Montmain Bois-d’Ennebourg, Boos, Fresne-le-Plan, Mesnil-Raoul, La Neuville-Chant-d’Oisel, Franqueville-Saint-Pierre és Saint-Aubin-Épinay községekkel határos.

## Népesség
A település népességének változása:
| Lakosok száma | 1437 | 1367 | 1357 | 1314 | 1292 | 1346 | 1397 | 1448 | 1499 |
|               | 2013 | 2015 | 2016 | 2017 | 2018 | 2019 | 2020 | 2021 | 2022 |